# Liste der Bischöfe von Marsi
Die folgenden Personen waren Bischöfe von Marsi und Avezzano in den Abruzzen:

## Bischöfe von Marsi
- Marco Galileo 46
- Heiliger Rufino Martire 237
- Heiliger Eutichius 237
- Heiliger Elpidio 337
- Johannes I. 551–555
- Luminoso 649
- Leodrisio 853
- Rottario 962–968
- Alberico Figlio di Berardo 968–?
- Quinigi 994–1032
- Pandolfo 1032–1071?
- Luminoso 1078
- Andrea 1096
- Siginulfo 1097–1113
- Heiliger Berardo 1113–1130
- Benedikt I. 1147–1151
- Berardo 1153–1156
- Benedikt II. 1156
- Johannes von Segni 1170
- Zaccharias 1179
- Eliano 1188
- Thomas I. 1192
- Ingeamo 1195
- Thomas 1209
- Anselm 1210
- Berardo 1213
- Thomas 1219
- Berardo 1221–1223
- Johannes 1230
- Odorisio (Nicola) 1236–1254
- Cesario 1254
- Nicola 1254–1270
- Stefan oder Silvester 1270–1275
- Giacomo 1295
- Giacomo de Busce 1295–1326
- Pietro Ferri 1327–1336 (auch Bischof von Anagni)
- Tommaso 1336–1348
- Tommaso 1348–1349
- Bartolomeo 1348–1353
- Tommaso Pucci 1353–1363
- Giacomo De Militibus 1363–1364 (auch Erzbischof von Arezzo)
- Berardo 1365–?
- Pietro Albertini 1380–1383
- Giacomo Romano 1384–1385
- Gentile 1385–1398 (auch Bischof von Nicastro)
- Filippo 1398–1418 (auch Bischof von Pozzuoli)
- Salvato Maccafani 1418–1419
- Tommaso 1420–1430
- Saba de Cartoni 1430–1446
- Angelo Maccafani 1446–1470
- Francesco Maccafani 1470–1471
- Ludovico Sienese 1472–1477
- Gabriele Maccafani 1481–1511
- Giacomo Maccafani 1511–1530
- Giovanni Dionisio Maccafani 1530–1533
- Marcello Kardinal Crescenzi 1534–1546
- Francesco Micheli 1546–1548 (auch Bischof von Casal Monferrato)
- Nicola De Virgiliis 1548–1562
- Giambattista Milanese 1630–1632
- Matteo Colli 1562–1578
- Bartolomeo Peretti 1578–1596
- Ballione Corrado 1596–1628
- Muzio Colonna 1628–1629
- Lorenzo Massimi 1632–1647
- Giovanni Paolo Caccia 1948–1949
- Ascanio De Gasperis 1650–1664
- Diego Petra 1664–1680 (auch Bischof von Sorrento)
- Francesco Berardino Corradini 1680–1718
- Muzio De Vecchis 1719–1724
- Giacinto Dragonetti 1724–1730
- Giuseppe Barone 1731–1741
- Domenico Brizzi 1741–1760
- Benedetto Mattei 1761–1766
- Francesco Vincenzo Laiezza 1777–1791
- Giuseppe Bolognese 1797–1803
- Giovanni Camillo Rossi 1805–1818 (auch Bischof von San Severo)
- Saverio Durini 1819–1823 (auch Bischof von Aversa)
- Giuseppe Segna 1824–1840
- Michelangelo Sorrentino 1843–1863
  - Giovanni Ricciotti 1863–1871 (Kapitularvikar)
- Federico Di Giacomo 1872–1884
- Enrico De Dominicis 1885–1896 (auch Erzbischof von Amalfi)
- Marino Russo 1896–1903
  - Luigi Colantoni 1903–1904 (Kapitularvikar)
- Francesco Giacci 1904–1909
- Nicola Cola 15. April 1910 bis 26. August 1910 (auch Bischof von Nocera Umbra)
- Pio Marcello Bagnoli OCD 1911–1945
- Domenico Valerii 1945–1973
- Vittorio Ottaviani 1973–1977

## Bischöfe von Avezzano
- Biagio Vittorio Terrinoni OFMCap 1977–1990
- Armando Dini 1990–1998
- Lucio Angelo Renna OCarm 1999–2006
- Pietro Santoro 2007–2021
- Giovanni Massaro seit 2021